# Classe no 13 (dragueur de mines)
Pour les articles homonymes, voir Classe No 13.
La Classe N° 13 est une classe de dragueurs de mines de la Marine impériale japonaise. Ces six navires de lutte anti-sous-marine ont été construits entre 1937 et 1939 d'après le plan de Maru 1 Keikaku.
Elle est répartie en deux sous-classes :
- Classe N° 13 (plan13A) : 1931-34
- Classe N° 17 (plan 13B) : 1935-36

## Conception
Cette classe est une amélioration de la classe N° 1. Le matériel propre au mouilleur de mines est supprimé et un canon de 120 mm supplémentaire est installé. Ces bâtiments opéreront sur le fleuve Yangzi Jiang contre l'armée nationale révolutionnaire de Chine.
Leur ligne ressemble à celles des torpilleurs de classe Chidori et classe Otori.

## Les unités

### Sous-classeN° 13
| Nom   | Chantier                          | Quille           | Lancement       | Service           | Fin de carrière            | Photo |
| ----- | --------------------------------- | ---------------- | --------------- | ----------------- | -------------------------- | ----- |
| N° 13 | Chantiers navals Fujinagata Osaka | 22 décembre 1931 | 30 mars 1933    | 31 août 1933      | coulé le 12 janvier 1942   |       |
| N° 14 | Iron Works Corp. Osaka            | 22 décembre 1933 | 20 mars 1933    | 30 septembre 1933 | coulé le 12 janvier 1942   |       |
| N° 15 | Chantiers navals Fujinagata Osaka | 6 avril 1933     | 14 février 1934 | 21 août 1934      | endommagé le 5 mars 1945   |       |
| N° 16 | Bussan Mitsui & Co., Ltd.         | 20 juin 1933     | 30 mars 1934    | 29 septembre 1934 | coulé le 11 septembre 1943 |       |

### Sous-classeN° 17
| Nom   | Chantier                  | Quille          | Lancement         | Service         | Fin de carrière                       | Photo |
| ----- | ------------------------- | --------------- | ----------------- | --------------- | ------------------------------------- | ----- |
| N° 17 | Iron Works Corp. Osaka    | 28 janvier 1935 | 3 août 1935       | 15 janvier 1936 | retiré du service le 20 novembre 1945 |       |
| N° 18 | Bussan Mitsui & Co., Ltd. | 2 février 1935  | 19 septembre 1935 | 30 avril 1936   | coulé le 26 novembre 1945             |       |